# Live.01
Live.01 – pierwsza koncertowa płyta metalowej grupy Isis. Na płycie zarejestrowano koncert który odbył się 23 września 2003 roku w San Francisco. Sam album został nagrany bezpośrednio z publiczności przez co dźwięk jest mało profesjonalny. Nie ma na nim również pierwszego utworu zagranego na koncercie - "From Sinking". 
W marcu 2004 wydano 1000 sztuk z ramienia Hydra Head Records, drugie 700 w marcu 2005 roku wypuściło Electric Human Project.

## Lista utworów
1. "Carry" 6:59
2. "Hym" 9:31
3. "Weight" 13:29
4. "The Beginning and the End" 10:24

## Twórcy
- Brooke Gillespie - nagrywanie na żywo
- Nick Zampiello - mastering
- Jeff Caxide - gitara basowa
- Aaron Harris - perkusja
- Michael Gallagher - gitara elektryczna
- Bryant Clifford Meyer - elektronika, gitara elektryczna
- Aaron Turner - wokal, gitara elektryczna
- Greg Moss - dźwięk